# اعدام یوسف مهرداد و صدرالله فاضلی زارع
«یوسف مهرداد» و «سید صدرالله فاضلی زارع» دو شهروند اهل ایران بودند که به اتهام «سب النبی و اهانت به مقدسات اسلامی» در ۱۸ اردیبهشت ۱۴۰۲ در ایران اعدام شدند. سید صدرالله فاضلی زارع با اتهاماتی چون «قذف مادر پیامبر اسلام»، «سب‌النبی» و «ارتداد فطری» و یوسف مهرداد با اتهام «سب النبی و توهین به مقدسات» به اعدام محکوم شده بودند.

## محکومیت و اعدام
در پی تشکیل پرونده برای آن‌ها در دادگاه انقلاب اراک در سال ۹۹، یوسف مهرداد در اردبیل و صدرالله فاضلی زارع نیز به اتهام همکاری با او در یاسوج دستگیر شدند. حکم اعدام این دو نفر تیر ۱۴۰۰ در دیوان عالی کشور تأیید شده بود.

## واکنش‌ها
شماری از کارشناسان حقوق بشر در سازمان ملل متحد از جمله جاوید رحمان، گزارشگر ویژه این سازمان در امور حقوق بشر ایران در ۹ مه ۲۰۲۳، اعدام یوسف مهرداد و صدرالله فاضلی زارع را به شدت ناعادلانه خواندند. آن‌ها اجرای این احکام را فاقد وجاهت قانونی دانستند و اعلام کردند محاکمه این افراد فاقد ضمانت‌های دادرسی عادلانه و به دور از استانداردهای بین‌المللی دادرسی بوده است. آنها همچنین تصریح کردند: «اظهارنظر، انتقاد از رهبران مذهبی، یا تفسیر آموزه‌های دینی و اصول اعتقادی بدون آنکه حامی نفرت‌انگیزی، تبعیض، خصومت یا خشونت باشد، هرگز شایسته جرم‌انگاری نیست چه رسد به آنکه منجر به اعدام‌های حکومتی شود.»
رابرت مالی، نماینده ویژه ایالات متحده آمریکا در امور ایران در واکنش به صدور حکم اعدام نوشت: «از گزارش‌ها در خصوص این‌که یوسف مهرداد و صدرالله فاضلی زارع در معرض خطر قریب‌الوقوع اعدام قرار دارند، خشمگین شده‌ام. ایران باید آزار و اذیت و کشتار مردم را به دلیل استفاده از حق آزادی مذهب متوقف کند.»
به دنبال اعدام این دو نفر، جمعی از روشنفکران دینی از جمله حسن یوسفی اشکوری، سروش دباغ، صدیقه وسمقی، عبدالعلی بازرگان و حسن فرشتیان، در بیانیه‌ای اعدام یوسف مهرداد و صدرالله فاضلی زارع را شدیداً محکوم و اعلام کردند که قانون «توهین به مقدسات» باید برچیده شود. در این بیانیه آمده: «اعدام به جرم اندیشه نه تنها خلاف عقل بلکه خلاف روح شریعت (و حتی ظاهر برخی نصوص شرعی) است. بوده‌اند و هستند فقیهانی که اجرای حدود در عصر غیبت را اساساً جایز نمی‌دانند.»
علی مطهری، سیاستمدار دربارهٔ اثرات اجرای حکم اعدام برای این موضوع، مدعی شد: «حکمی که داده شده، آثارش مثبت است. احکامی که اسلام دارد هرکدام یک فلسفه‌ای دارد. شاید این کار را کرده‌اند که باب سب و توهین به پیغمبر اسلام باز نشود.» مطهری در پاسخ به این سؤال که آیا چنین حکمی تبعات منفی در میان مردم و جامعه بین‌الملل ندارد، گفت: «اگر جرم متهم را به درستی برای مردم تفهیم کنند، آثار منفی ندارد ولی اگر به دنبال یک اظهار نظر فرد را اعدام کنند، آثار منفی دارد.»